# Erwin van de Looi
Erwin van de Looi (Huissen, 25 februari 1972) is een Nederlandse voetbaltrainer en voormalig profvoetballer die speelde als verdediger. Als voetballer speelde hij voor onder meer BVV Den Bosch, Vitesse, NAC en FC Groningen. Van de Looi is de hoofdtrainer van Olimpija Ljubljana
Op 3 mei 2015 won Van de Looi als trainer van FC Groningen de KNVB Beker. In 2018 werd Van de Looi bondscoach van Jong Oranje. In augustus 2020 was hij tijdelijk assistent-trainer van het Nederlands voetbalelftal.

## Clubcarrière
Van de Looi speelde in de jeugd voor RKHVV en Vitesse 1892 en maakte zijn debuut in het betaald voetbal voor de toentertijd Eerste Divisionist BVV Den Bosch in 1992 als huurling. Na een seizoen waarin hij betrekkelijk weinig in actie kwam kreeg Van de Looi toch een kans van Vitesse-trainer Herbert Neumann. Van de Looi maakte dermate indruk dat hij in zijn eerste seizoen bij Vitesse meteen tot 30 optredens kwam. Van de Looi zou uiteindelijk 133 wedstrijden spelen voor Vitesse, waarmee hij ook tien UEFA Cup-wedstrijden meemaakte. Ook werd Van de Looi tijdens zijn Vitesse-tijd eenmalig geselecteerd voor het Nederlands elftal in een oefeninterland tegen Portugal. Hij zou echter uiteindelijk geen speelminuten krijgen.
Na vijf seizoenen vertrok Van de Looi voor aanvang van het seizoen 1997/1998 naar NAC. Mede door blessures kwam Van de Looi tot relatief weinig wedstrijden in zijn drie seizoenen bij NAC, waarmee hij bovendien in 1999 degradeerde uit de Eredivisie. In de winterstop van het seizoen 1999/2000 besloot Van de Looi te verkassen naar de Duitse Tweedeklasser Stuttgarter Kickers. Ook hier kon Van de Looi zijn voetbalgeluk niet (her)vinden, mede door wederom een degradatie, waardoor hij na een half seizoen alweer terugkeerde op de Nederlandse velden in het shirt van de toentertijd promovendus FC Groningen. In 2002 besloot Van de Looi om op zijn dertigste zijn voetbalcarrière te beëindigen, doordat de vele blessures hem ervan weerhielden om weer op niveau te geraken.

## Trainerscarrière
Van de Looi trainde van 2008 tot 2010 het beloftenelftal van FC Groningen. Hij nam zijn hoogste trainersdiploma in ontvangst op 17 februari 2010. Sinds het seizoen 2010/2011 was van de Looi assistent-trainer van FC Groningen, eerst naast Pieter Huistra, daarna als rechterhand van Robert Maaskant.  Op 19 januari 2012 verlengde FC Groningen het contract van Van de Looi tot medio 2014.
Op 4 april 2013 werd bekendgemaakt dat Van de Looi met ingang van het seizoen 2013-14 hoofdtrainer zou zijn bij FC Groningen, bijgestaan door assistenten Dick Lukkien en Marcel Groninger. Van de Looi maakte zijn debuut als hoofdtrainer op zaterdag 3 augustus 2013, toen FC Groningen met 4-1 won van N.E.C. in Nijmegen. In zijn eerste seizoen als hoofdtrainer van 'de trots van het noorden' eindigde Van de Looi met Groningen op een zevende plaats in de Eredivisie, een positie die recht gaf op het spelen van de play-offs 2014. Groningen plaatste zich hierin voor deelname aan de voorronden van de UEFA Europa League 2014/15 door achtereenvolgens SBV Vitesse en AZ Alkmaar te verslaan.
In het seizoen 2014/15 werd FC Groningen Europees direct uitgeschakeld door Aberdeen FC. In de competitie draaide FC Groningen solide mee in de middenmoot, met een achtste positie als resultaat. In het toernooi om de KNVB beker boekte FC Groningen het grootste succes uit de clubhistorie. Via BVV Barendrecht, Flevo Boys, FC Volendam, Vitesse, SBV Excelsior en ten slotte PEC Zwolle (0-2 winst in De Kuip) won FC Groningen voor het eerst in de clubhistorie een grote prijs. De club verzekerde zich daarmee ook voor het eerst van kwalificatie voor de poulefase van de Europa League én de eerste deelname aan de wedstrijd om de Johan Cruyff Schaal. Groningen verloor hierin op 2 augustus 2015 met 3-0 van landskampioen PSV.
Gedurende het seizoen 2015/16 kwam Van de Looi onder vuur te liggen bij een deel van de eigen aanhang. De ploeg werd voor de winterstop uitgeschakeld in zowel de Europa League als het bekertoernooi en kende een wisselvallig Eredivisieseizoen. Op 27 januari 2016 werd bekend dat Van de Looi zijn op 1 juni 2016 aflopende contract bij FC Groningen niet zou verlengen. De naam van zijn opvolger Ernest Faber werd op 7 maart 2016 bekendgemaakt. Zelf vertrok hij naar Willem II, waar hij Jurgen Streppel opvolgde. Op 8 maart 2018 maakte hij bekend per direct op te stappen, nadat supporters via een manifest bij het bestuur hadden aangedrongen op diens vertrek. Hij werd opgevolgd door zijn assistent Reinier Robbemond, die de ploeg uit Tilburg in veilige haven wist te loodsen.
Op maandag 21 mei 2018 maakte de KNVB bekend dat Van de Looi per 1 juli de nieuwe coach van Jong Oranje was. Hij tekende een contract dat loopt tot december 2020. Bij plaatsing voor het EK van 2021 wordt de verbintenis automatisch tot de zomer van dat jaar verlengd. Van de Looi is de opvolger van Art Langeler, die directeur voetbalontwikkeling bij de KNVB was geworden. In augustus 2020 werd Van de Looi tijdelijk toegevoegd aan de selectie van het Nederlands voetbalelftal. Bij Jong Oranje zal hij worden waargenomen door Marcel Groninger, de huidige assistent van Van de Looi bij Jong Oranje.
Op donderdag 21 december 2023 werd bekend dat van de Looi de nieuwe trainer van Heracles is geworden. Hij volgde hiermee John Lammers op die de week daarvoor was ontslagen. 
In augustus 2025, werd van de Looi de nieuwe trainer van Olimpija Ljubljana.

### Erelijst als trainer
FC Groningen
- KNVB beker: 2014/15

## Clubstatistieken
| seizoen | club                | competitie     | duels | goals |
| ------- | ------------------- | -------------- | ----- | ----- |
| 1991/92 | BVV Den Bosch       | Eerste divisie | 8     | 0     |
| 1992/93 | Vitesse             | Eredivisie     | 30    | 0     |
| 1993/94 | Vitesse             | Eredivisie     | 28    | 0     |
| 1994/95 | Vitesse             | Eredivisie     | 25    | 1     |
| 1995/96 | Vitesse             | Eredivisie     | 26    | 1     |
| 1996/97 | Vitesse             | Eredivisie     | 24    | 0     |
| 1997/98 | NAC                 | Eredivisie     | 23    | 1     |
| 1998/99 | NAC                 | Eredivisie     | 17    | 0     |
| 1999/00 | NAC                 | Eerste divisie | 7     | 0     |
| 1999/00 | Stuttgarter Kickers | 2. Bundesliga  | 7     | 0     |
| 2000/01 | FC Groningen        | Eredivisie     | 19    | 0     |
| 2001/02 | FC Groningen        | Eredivisie     | 0     | 0     |